# Velozideres buntyi
Velozideres buntyi – gatunek chrząszcza z rodziny kózkowatych i podrodziny zgrzypikowych. Jedyny przedstawiciel rodzaju Velozideres.

## Zasięg występowania
Gatunek ten występuje w Ekwadorze.